# Alyssum obtusifolium
Alyssum obtusifolium là một loài thực vật có hoa trong họ Cải. Loài này được Steven ex DC. mô tả khoa học đầu tiên năm 1821.